# Пайматюнінг-Саут (Пенсільванія)
Пайматюнінг-Саут (англ. Pymatuning South) — переписна місцевість (CDP) в США, в окрузі Кроуфорд штату Пенсільванія. Населення — 392 особи (2020).

## Географія
Пайматюнінг-Саут розташований за координатами 41°30′45″ пн. ш. 80°28′35″ зх. д. / 41.51250° пн. ш. 80.47639° зх. д. (41.512480, -80.476252).  За даними Бюро перепису населення США в 2010 році переписна місцевість мала площу 6,74 км², з яких 6,71 км² — суходіл та 0,03 км² — водойми.

## Демографія
Згідно з переписом 2010 року, у переписній місцевості мешкало 479 осіб у 216 домогосподарствах у складі 139 родин. Густота населення становила 71 особа/км².  Було 410 помешкань (61/км²).
Расовий склад населення:
| - 98,5 % — білих - 0,8 % — азіатів - 0,2 % — корінних американців |

До двох чи більше рас належало 0,4 %. Частка іспаномовних становила 0,4 % від усіх жителів.
За віковим діапазоном населення розподілялося таким чином: 18,4 % — особи молодші 18 років, 63,9 % — особи у віці 18—64 років, 17,7 % — особи у віці 65 років та старші. Медіана віку мешканця становила 48,9 року. На 100 осіб жіночої статі у переписній місцевості припадало 97,9 чоловіків;  на 100 жінок у віці від 18 років та старших — 101,5 чоловіків також старших 18 років.
Середній дохід на одне домашнє господарство  становив 52 176 доларів США (медіана — 33 625), а середній дохід на одну сім'ю — 59 307 доларів (медіана — 63 333). Медіана доходів становила 55 000 доларів для чоловіків та 26 786 доларів для жінок. За межею бідності перебувало 22,5 % осіб, у тому числі 57,3 % дітей у віці до 18 років та 10,4 % осіб у віці 65 років та старших.
Цивільне працевлаштоване населення становило 203 особи. Основні галузі зайнятості: виробництво — 26,1 %, освіта, охорона здоров'я та соціальна допомога — 20,7 %, науковці, спеціалісти, менеджери — 18,7 %.